# Žogice
Žogice je hrvatski dokumentarni film. Redateljica i scenaristica je Ljiljana Bunjevac Filipović. Film je o Ženskoj općoj gimnaziji Družbe sestara milosrdnica u Zagrebu. U ovoj se zajednici kroz nastavu, izvanškolske aktivnosti, duhovne obnove, izlete i obiteljsko druženje stvara toplo ozračje života učenica te ih se priprema na život.